# أميرة كوزة
أميرة كوزة (بالإنجليزية: Amira Kouza)، (ولدت في 13 أغسطس 1989): هي سباحة صدر جزائرية. فازت بالميدالية الفضية في دورة الألعاب الإفريقية 2007 في سباق 50 متر صدر، والميدالية البرونزية في سباق التتابع المتنوع 4 × 100 m.
تحمل كوزة العديد من الأرقام القياسية الوطنية في السباحة. في 2006، وفي سن السابعة عشر، تنافست في بطولة نانت الوطنية في نانت، فرنسا، وسجلت أرقامًا قياسية للمتسابقات الجزائريات في مسابقات السباحة الفرنسية. في 2007، سجلت وقتاً قدره 2:35.80 في سباق 200 متر صدر في بطولة الجزائر (25 متر). في 2014، شاركت في بطولة العالم للسباحة 2014 (25 متر) في الدوحة، حيث حطمت الأرقام القياسية الوطنية في سباق 50 متر صدر بزمن قدره 32.38 ثانية وسباق 100 متر صدر بزمن قدره 1:10.01 ثانية. واحتلت المركز 43 في سباق 50 مترًا صدر والمركز 41 في سباق 100 متر.
في أبريل 2008، تنافست كوزة في بطولة تيلكوم في ديربان. فازت بالميدالية البرونزية في سباق 50 متر صدر بزمن قدره 33.52 ثانية.
في 2013، فازت كوزة بالميدالية البرونزية في سباق 50 متر صدر في دورة ألعاب التضامن الإسلامي في فلمبان بإندونيسيا. أنهت السباق بزمن قدره 33.77 ثانية.
شاركت أميرة كوزة في منافسات السباق الثلاثي في دورة الألعاب الشاطئية المتوسطية في سبتمبر 2015، وحصلت على المركز العاشر.